# Miasta w Bahrajnie
Według danych oficjalnych pochodzących z 2012 roku Bahrajn posiadał 5 miast o ludności przekraczającej 100 tys. mieszkańców. Stolica kraju, Manama jako jedyne miasto liczyło ponad 200 tys. mieszkańców. Większość jednostek osadniczych, w tym miasta, znajdują się na północy kraju. 

## Największe miasta w Bahrajnie
Największe miasta w Bahrajnie według liczebności mieszkańców w 2012:
| L.p. | Miasto                    | Muhafazat      | Liczba ludności |
| ---- | ------------------------- | -------------- | --------------- |
| 1.   | Manama (المنامة)          | al-Asima       | 297 502         |
| 2.   | Al-Muharrak (المحرق)      | Al-Muharrak    | 176 583         |
| 3.   | Madinat Hamad (مدينة حمد) | asz-Szimalijja | 133 550         |
| 4.   | Ar-Rifa (الرفاع)          | al-Dżanubijja  | 115 495         |
| 5.   | Ali (عالي)                | asz-Szimalijja | 100 533         |
| 6.   | Sitra (سترة)              | al-Asima       | 72 601          |
| 7.   | Dżidd Hafs (جدحفص)        | al-Asima       | 66 588          |
| 8.   | Madinat Isa (مدينة عيسى)  | al-Dżanubijja  | 61 293          |

## Alfabetyczna lista miast w Bahrajnie
(w nawiasie nazwa oryginalna w języku arabskim)
- Al-Budajji (الشمالية)
- Al-Hadd (الحد)
- Ali (عالي)
- Al-Malikijja (الغربية)
- Al-Muharrak (المحرق)
- Ar-Rifa (الرفاع)
- Dżidd Hafs (جدحفص)
- Madinat Hamad (مدينة حمد)
- Madinat Isa (مدينة عيسى)
- Manama (المنامة)
- Sitra (سترة)